# Órfãos de Akhmátova
Os Órfãos de Akhmátova (em russo:  Ахматовские сироты) foram um grupo de quatro poetas russos — Joseph Brodsky, Yevgeny Rein, Anatoly Naiman e Dmitri Bobyshev — que se reuniam como acólitos da poetisa Anna Akhmátova. Akhmátova os chamava de seu "coro mágico", mas, após sua morte, o grupo passou a ser designado como os "Órfãos de Akhmátova".